# Livre d'orgue
Il Livre d'orgue (sottotitolo: sept pièces pour orgue) è una composizione per organo di Olivier Messiaen. Scritto nel 1951, è un esempio di serialismo totale.
Fu pubblicato a Parigi da Alphonse Leduc nel 1953.

## Pezzi
1. Reprises par interversion
2. Pièce en trio: pour le Dimanche de la Sainte Trinité
3. Les Mains de l'abîme: pour les Temps de pénitence
4. Chants d'oiseaux: pour le Temps Pascal
5. Pièce en trio: pour le dimanche de la Sainte Trinité
6. Les Yeux dans les roues: pour le dimanche de la Pentecôte
7. Soixante-quatre durées